# 朱斯芾

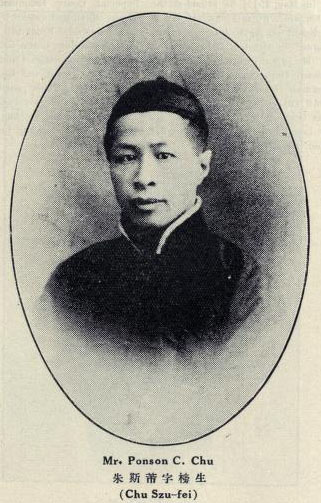
朱斯芾

朱斯芾（1885年9月13日—？），字榜生。吳興人。

## 生平

### 早年學業
朱斯芾先於圣约翰大学肄業，於光1904年渡美留學，入中央華盛頓大學預科。次年考取耶鲁大学。1910年畢業於耶鲁大学法政科、獲得法學士學位。當年秋季繞道歐洲回國，參加學部留學生考試，考中了法政科舉人，於辛亥（1911年）春廷試考取一等十八名，被朝廷授予農工商部郎中。

#### 從業生涯
武昌起義後，朱斯芾辭職南歸，出任閘北學務委員、閘北巿政廳董事。1913年辭去學務委員，並獲得中華民國司法部頒發的律師證書，開啟律師事業。1934年行政院曾聘他爲諮議。